# Extrapolation (revue)
Pour les articles homonymes, voir Extrapolation.
Extrapolation est une revue académique consacrée aux littératures de l'imaginaire (ou fiction spéculative, speculative fiction) selon la terminologie anglo-saxonne). Créée en 1959 et publiée par Liverpool University Press, elle est la première revue dans ce domaine.

## Histoire
Extrapolation est créée en 1959 par Thomas D. Clareson et publiée au College of Wooster. Il s'agit de la première revue académique dans le domaine de la fiction spéculative. En 1979, elle est transférée aux éditions de la Kent State University (KSU). Dix ans plus tard, Clareson démissionne de son poste de rédacteur en chef. Il est remplacé par Donald M. Hassler du département d'anglais de la KSU. En 2002, la revue est transférée à l' Université du Texas à Brownsville. À cette époque, Donald M. Hassler devient rédacteur en chef (executive editor) et le poste de rédacteur (editor) est occupé par Javier A. Martinez du département d'anglais de l'UTB/TSC. En 2007, Hassler prend sa retraite et les rédacteurs actuels sont Martinez, Andrew M. Butler (Université Christ Church de Canterbury), Gerry Canavan (Université Marquette), Rachel Haywood-Ferreira (Université d'État de l'Iowa) et John Rieder (Université d'Hawaï). L'éditeur des critiques est D. Harlan Wilson (Wright State University).
La revue est actuellement[Quand ?] publiée par Liverpool University Press.

## Contenu
Extrapolation couvre tous les domaines de la culture spéculative : presse écrite, cinéma, télévision, bande dessinée et jeux vidéo. Elle encourage particulièrement les articles qui traitant de textes populaires dans leur contexte culturel plus large. La revue publie des articles issus d'une grande variété d'approches critiques, notamment la critique littéraire, les études utopiques, la critique de genre, la théorie féministe, les études critiques sur la race, la théorie queer et la théorie postcoloniale. Elle souhaite promouvoir le dialogue entre les chercheurs travaillant dans un certain nombre de traditions et encourager l'étude sérieuse de la culture populaire.
Extrapolation paraît trois fois par an.